# Harnizo

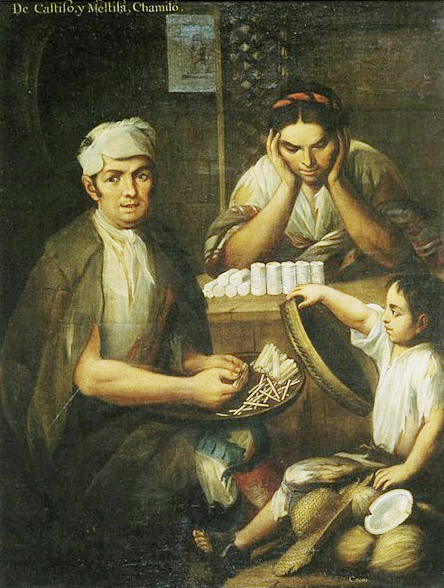
Harnizo (cuadro s. XVII; retrata hijo de castizo y mestiza.)

Harnizo era la denominación de una casta que integraba el sistema de castas colonial,
 que existió a nivel social, en el Imperio Español en sus provincias americanas. Las castas clasificaban a las personas que habían nacido como resultado de la cruza de las tres etnias que España consideraba existentes: indígena, negra y española. El harnizo se definía por la cruza de individuos pertenecientes a la casta de mestizos con la casta de castizos. El harnizo también resulta de la mezcla de coyote con español. El coyote nace de mestizo con indio.
| Casta                        | % Español | % Indio | % Negro |
| ---------------------------- | --------- | ------- | ------- |
| Mestizo (Español + india)    | 50        | 50      | 0       |
| Harnizo (Castizo + mestiza)  | 62,5      | 37,5    | 0       |
| Castizo (Mestizo + española) | 75        | 25      | 0       |